# 皮内达德拉谢拉
皮内达德拉谢拉，是西班牙卡斯蒂利亚-莱昂布尔戈斯省的一个市镇。总面积69平方公里，总人口126人（2001年），人口密度2人/平方公里。